# 章日炌
章日炌（1595年—1636年），字敬明，號濟令，浙江湖州府德清縣人，明朝政治人物。

## 生平
萬曆四十六年（1618年）戊午科浙江鄉試第二十九名舉人，崇禎七年（1634年）甲戌科三甲第五十二名進士。都察院觀政，授吳江縣知縣，九年（1636年）因接受鄉豪徐洪賄賂，致使烈婦陳氏含冤自刎，遭論劾降調，不久憂心而亡。

## 家族
曾祖章鑾；祖父章子沐，贈文林郎當塗縣知縣；父章台禎，增廣生。